# Add Violence
Add Violence es el tercer EP y el undécimo lanzamiento oficial de la banda de rock industrial estadounidense Nine Inch Nails, lanzado físicamente el 19 de julio de 2017, dos días antes de su fecha de lanzamiento programada, bajo la marca The Null Corporation de Trent Reznor. Fue seguido por el lanzamiento de un componente físico la semana del 8 de agosto y un lanzamiento del CD el 1 de septiembre. También se anunció un lanzamiento de vinilo sin una fecha de lanzamiento establecida. Este es el segundo EP en una trilogía propuesta después del lanzamiento de 2016 de Not the Actual Events. Se espera que el tercer y última parte del EP de la serie sea lanzado antes de finales de 2017 o a principios de 2018.

## Lista de canciones
Todas las canciones escritas y compuestas por Trent Reznor y Atticus Ross. 
| N.º | Título                 | Duración |  |
| 1.  | «Less Than»            | 3:30     |  |
| 2.  | «The Lovers»           | 4:10     |  |
| 3.  | «This Isn't the Place» | 4:44     |  |
| 4.  | «Not Anymore»          | 3:07     |  |
| 5.  | «The Background World» | 11:44    |  |

## Personal

### Nine Inch Nails
- Trent Reznor - Voz principal, composición
- Atticus Ross - Composición

### Músicos adicionales
- Sharlotte Gibson - Coros (pista 1)
- Allison Iraheta - Coros (pista 1)

### Personal técnico
- Tom Baker – Masterización
- John Crawford – Dirección de arte
- Corey Holms – Diseño adicional
- Chris Holmes – Ingeniero
- Dustin Mosley – Ingeniero
- Alan Moulder – Mezclador
- Jun Murakawa – Ingeniero
- Chris Richardson – Ingeniero
- Atticus Ross – Mezclador